# クレパ木
集合論において、クレパ木とは高さ {\displaystyle \omega _{1}} の木(T, <)であって、全ての水準 (Level) の濃度が高々可算で、かつ少なくとも {\displaystyle \aleph _{2}} 本以上の枝をもつ木のこと。ユーゴスラビア人数学者ジューロ・クレパの名に因む。
クレパ木の存在性(クレパの仮説(KH))は、ZFCと矛盾しないことが知られている。
ソロヴェイは未発表の論文の中で、ゲーデルの構成的宇宙 L (構成可能集合全体からなるクラス)にクレパ木が存在することを示した（より正確には、ダイヤモンド原理からクレパ木の存在が従うことを示した）。
一方、シルバーが1971年に示したように、強到達不能基数が {\displaystyle \omega _{2}} へレヴィ崩壊しているとき、そのモデルではクレパ木が存在しない。実際には到達不能基数の存在とクレパの仮説の否定は無矛盾等価であることが知られている。

## 参考
- Jech, Thomas (2002). Set Theory. Springer-Verlag. ISBN 3-540-44085-2